# Xolotrema fosteri
Xolotrema fosteri är en snäckart som först beskrevs av F. C. Baker 1921.  Xolotrema fosteri ingår i släktet Xolotrema och familjen Polygyridae. Inga underarter finns listade i Catalogue of Life.